# Encouraging Words
Encouraging Words è il quinto album discografico in studio del musicista statunitense Billy Preston, pubblicato nel settembre 1970 dalla Apple Records. Fu l'ultimo dei due dischi di Preston su etichetta Apple, prima di trasferirsi alla A&M Records. L'album venne co-prodotto da George Harrison e Preston. I brani di Harrison All Things Must Pass e My Sweet Lord furono pubblicati qui per la prima volta, due mesi prima della pubblicazione nel triplo album All Things Must Pass.
Pubblicata su singolo, la versione di My Sweet Lord di Preston raggiunse la posizione numero 90 nella classifica statunitense Billboard Hot 100 nel febbraio 1971, ma l'album fallì l'entrata in classifica in Gran Bretagna e in America. Nonostante lo scarso successo commerciale, Encouraging Words viene considerato dalla critica uno dei migliori dischi pubblicati dalla Apple da artisti al di fuori dei Beatles stessi.

## Il disco

### Origine e storia
Come per il precedente That's the Way God Planned It, Billy Preston lavorò a stretto contatto con George Harrison sull'album. Essendo la carriera dei Beatles come gruppo "virtualmente" finita, dopo che John Lennon aveva annunciato in privato di voler lasciare la band nel settembre 1969, Harrison si era dedicato a vari progetti di artisti della Apple che lui aveva contribuito a reclutare quali Preston, Doris Troy e i devoti del Radha Krishna Temple. In Encouraging Words, egli co-produsse l'album insieme a Preston e contribuì come musicista, e come compositore, fornendo due suoi brani ancora inediti: My Sweet Lord e All Things Must Pass, quest'ultima registrata con i Beatles nel gennaio 1969 ma da essi scartata.
Tipico di Preston era l'approcciarsi allo sviluppo della canzoni nel tempo, alcune delle tracce presenti sul disco risalivano alle sessioni di That's the Way God Planned It, ed erano già state provate in quel periodo. Let the Music Play e Use What You Got risalgono al suo periodo con la Capitol Records, la sua etichetta precedente. You've Been Acting Strange, scritta da Ronnie Lee Williams, era una canzone che Preston registrò con i Beatles durante le sessioni per l'album Let It Be. Inoltre, Encouraging Words contiene I've Got a Feeling, cover di un brano dei Beatles a firma Lennon-McCartney incluso in Let It Be, che era uscito pochi mesi prima (maggio 1970). Sing One for the Lord, composta da Harrison e Preston, fu una delle prime registrazioni che i due eseguirono insieme, nel febbraio 1969. Nel corso di un'intervista del 1971, Preston parlò del loro rispettivo approccio ai contenuti della canzone: «Cambiano solo i nomi, per lui è Krishna; per me è Cristo. L'elevazione spirituale lodando Dio, cantando, diffondendo la sua parola, trasformando le persone con essa - queste sono le cose che abbiamo in comune».
La maggior parte delle altre tracce sul disco furono scritte dal solo Preston, con contributi occasionali da parte dei cantanti gospel Jesse Kirkland e Joe Greene.

### Registrazione
Dopo il completamento di That's the Way God Planned It nel luglio 1969, Harrison e Preston erano pronti ad iniziare a lavorare su ulteriori registrazioni in novembre, partendo con un nuovo singolo. Quando il ritorno di Preston in Gran Bretagna venne posticipato a causa di problematiche connesse all'ottenimento di un permesso di lavoro, Harrison utilizzò il tempo libero rimastogli per raggiungere l'amico Eric Clapton nella tournée di Delaney & Bonnie. Le sessioni con Preston iniziarono quindi a metà dicembre a Londra.
Encouraging Words mantenne gran parte del gruppo di musicisti che era apparso nel precedente album − nuovamente con Clapton e Harrison alla chitarra − più Ringo Starr, Klaus Voormann e vari membri della band di Delaney & Bonnie. Il registro dello studio riporta che Clapton suonò la chitarra in Encouraging Words, insieme a Delaney Bramlett; in Right Now, incisa nel dicembre 1969, e scelta come traccia d'apertura del disco; e in Use What You Got, che Harrison decise di ri-registrare piuttosto che utilizzare la versione che Preston aveva inciso per la Capitol nel 1968. Nello stesso modo, venne registrata una nuova versione di Let the Music Play, agli Olympic Sound Studios nel gennaio 1970.
Altri musicisti che parteciparono alle sessioni per l'album, furono alcuni membri delle band di supporto dei Temptations e di Sam & Dave, dato che entrambi gli artisti soul erano in tournée in Inghilterra all'epoca. Quando gli Edwin Hawkins Singers arrivarono a Londra a gennaio, anch'essi incisero con Preston, aggiungendo cori gospel a My Sweet Lord e Sing One for the Lord.
A fine aprile 1970, Harrison arrivò a New York, e disse di stare lavorando ancora all'album di Preston. È quindi possibile che gli archi furono aggiunti in All Things (Must) Pass e Little Girl a questo punto, dopodiché Harrison collaborò brevemente con Bob Dylan. I missaggi furono completati in maggio. Lo stesso mese, con Preston in veste di turnista, Harrison iniziò la lavorazione del suo album solista All Things Must Pass, che incluse le proprie versioni dei brani My Sweet Lord e All Things Must Pass.

## Pubblicazione ed accoglienza
Encouraging Words venne pubblicato in Gran Bretagna l'11 settembre 1970 (n. cat. SAPCOR 14) e negli Stati Uniti il 9 novembre (ST 3370). Per promuovere il disco, My Sweet Lord fu pubblicata come primo singolo estratto in alcune nazioni europee. All'inizio di dicembre, quando ormai la versione della canzone pubblicata da Harrison stava dominando le classifiche, il 45 giri venne pubblicato negli Stati Uniti, con Little Girl come B-side. Il singolo raggiunse la posizione numero 90 della classifica di Billboard Hot 100 il 27 febbraio 1971. L'album non riuscì ad entrare in classifica né in Gran Bretagna né negli Stati Uniti.
Nella recensione dell'album apparsa su Billboard, il recensore lodò la produzione di George Harrison e i suoi contributi compositivi, aggiungendo: "Preston è un musicista completo con un classico concetto del gospel-rock."
Anche se non ottenne un grosso riscontro economico in termini di vendite, Encouraging Words fu visto come uno dei migliori album di Billy Preston dai suoi fan.
Nel programma della BBC Radio Billy Preston: That's the Way God Planned It del 2010, l'ex tastierista degli Yes Rick Wakeman, conduttore dello show, lamentò il fatto che la carriera solista di Preston tendeva ad essere sottovalutata in confronto al suo operato come collaboratore di artisti più celebri come Beatles e Rolling Stones. Riferendosi a That's the Way God Planned It e Encouraging Words, Wakeman disse: «È veramente frustrante quando le persone si ricordano di Billy solo come turnista, perché questi due sottovalutatissimi album sono due gemme assolute – una perfetta combinazione di gospel e funk».

## Tracce
- Tutti i brani sono opera di Billy Preston, tranne dove indicato diversamente.

Lato 1
1. Right Now – 3:14
2. Little Girl – 3:28
3. Use What You Got – 4:22
4. My Sweet Lord (George Harrison) – 3:21
5. Let the Music Play (Preston, Joe Greene, Jesse Kirkland) – 2:44
6. The Same Thing Again (Preston, James Herndon) – 4:32

Lato 2
1. I've Got a Feeling (John Lennon, Paul McCartney) – 2:51
2. Sing One for the Lord (Harrison, Preston) – 3:49
3. When You Are Mine – 2:45
4. I Don't Want You to Pretend – 2:38
5. Encouraging Words – 3:35
6. All Things (Must) Pass (Harrison) – 3:43
7. You've Been Acting Strange (Ronnie Lee Williams) – 3:27

### Bonus tracks CD (ristampe 1993 & 2010)
1. As Long as I Got My Baby – 2:42
2. All That I've Got (I'm Gonna Give It to You) (Preston, Doris Troy) – 3:34

### Nuova bonus track (ristampa 2010)
1. How Long Has This Train Been Gone (Preston, Bruce Fisher) – 3:17

## Formazione
- Billy Preston – voce, organo, pianoforte, pianoforte elettrico, armonica a bocca, cori
- George Harrison – chitarra elettrica, sintetizzatore Moog, cori
- Eric Clapton – chitarra elettrica (1, 3, 11)
- Delaney Bramlett – chitarra elettrica (11), cori
- Carl Radle – basso
- Jim Gordon – batteria
- Klaus Voormann – basso
- Ringo Starr – batteria
- Bobby Keys – sassofono
- Jim Price – tromba, trombone, arrangiamenti fiati
- The Edwin Hawkins Singers – cori (4, 12)
- Membri sconosciuti della touring band dei The Temptations – chitarra elettrica, basso, batteria
- Membri sconosciuti della touring band di Sam & Dave – basso, batteria